# Anosibe Ifody
Pour les articles homonymes, voir Anosibe.
Anosibe Ifody est une commune urbaine malgache située dans la partie sud-ouest de la région d'Alaotra-Mangoro.